# Spider-Man: Into the Spider-Verse
Spider-Man: Into the Spider-Verse (bra: Homem-Aranha: No Aranhaverso/ Homem-Aranha no Aranhaverso; prt: Homem-Aranha: No Universo Aranha) é um filme de animação norte-americano de super-herói lançado em 2018 e estrelado pelo personagem Miles Morales da Marvel Comics. Ele foi produzido pela Columbia Pictures e Sony Pictures Animation em associação com a Marvel Entertainment, e é o décimo primeiro filme da série de filmes Homem-Aranha. O filme foi distribuído pela Sony Pictures Releasing sendo o primeiro longa-metragem animado da franquia Homem-Aranha. O filme é dirigido por Bob Persichetti, Peter Ramsey e Rodney Rothman (sendo as estreias de Persichetti e Rothman na direção de um filme), com roteiro feito por Phil Lord e Rothman. O elenco é composto por Shameik Moore interpretando Miles Morales, além de Hailee Steinfeld, Mahershala Ali, Jake Johnson, Liev Schreiber, Brian Tyree Henry, Luna Lauren Velez, Lily Tomlin, Nicolas Cage, Kimiko Glenn e John Mulaney. O filme é inspirado no arco "Spider-Verse" da revista em quadrinhos The Amazing Spider-Man, ao mesmo tempo em que se inspira nos quadrinhos "The Death of Spider-Man" e Spider-Men, ambos da linha Ultimate Marvel, que foram a estreia de Miles Morales. A história do filme segue Miles que torna-se o novo Homem-Aranha e se junta a outras Pessoas-Aranha de vários universos paralelos para salvar seu universo do Rei do Crime.
Os planos para um filme de animação do Homem-Aranha, desenvolvidos por Lord e Christopher Miller, foram revelados em 2014 e anunciados em abril de 2015. Persichetti, Ramsey e Rothman se juntaram ao projeto nos dois anos seguintes, com Shameik Moore e Liev Schreiber escalados para o elenco em abril de 2017. Lord e Miller queriam que o filme tivesse seu um estilo único, combinando a animação computadorizada interna da Sony Pictures Imageworks com as técnicas tradicionais de desenho à mão inspiradas no trabalho de Sara Pichelli, a cocriadora de Miles Morales. Para completar a animação para o filme, foram necessários 140 animadores, sendo esta a maior equipe já usada em um filme da Sony Pictures Animation. O filme é dedicado às memórias dos criadores do Homem-Aranha, Stan Lee e Steve Ditko, ambos falecidos em 2018.
Spider-Man: Into the Spider-Verse teve sua estreia mundial no Regency Village Theater, em Los Angeles, em 1 de dezembro de 2018, e foi lançado nos Estados Unidos em 14 de dezembro de 2018. Ele arrecadou mais de 359 milhões de dólares em todo o mundo contra um orçamento de 90 milhões de dólares. O filme recebeu elogios por sua animação, personagens, história, dublagem, humor e trilha sonora. Ganhou inúmeros prêmios, incluindo a premiação de Melhor Animação no 91º Oscar, no 46th Annie Awards e no 76º Globo de Ouro.
Uma sequência, intitulada Spider-Man: Across the Spider-Verse, foi lançada em 2023 e recebeu aclamação semelhante da crítica. Um terceiro filme, Spider-Man: Beyond the Spider-Verse, e um longa-metragem spin-off focado em personagens femininas relacionadas ao Homem-Aranha, estão em desenvolvimento. Uma série de televisão baseada no filme também está sendo considerada.

## Enredo
Miles Morales, um adolescente que vive na cidade de Nova Iorque, luta para corresponder às expectativas de seu pai, o policial Jefferson Davis, que vê o Homem-Aranha como uma ameaça. Miles se adapta à escola preparatória e visita seu tio Aaron Davis, que o leva até uma estação de metrô abandonada para fazer grafite. Miles é picado por uma aranha radioativa e ganha habilidades de aranha semelhantes ao Homem-Aranha. Voltando à estação, Miles descobre um colisor construído pelo Rei do Crime, feito com o objetivo de acessar universos paralelos e trazer de volta sua falecida esposa e filho, cujas mortes ele atribui ao Homem-Aranha. Miles observa o Homem-Aranha lutando contra os capangas do Rei do Crime, o Duende Verde e o Gatuno enquanto tenta desativar o colisor.
O Homem-Aranha salva Miles, mas o Duende Verde empurra o Homem-Aranha para o colisor, causando uma explosão que mata o Duende Verde e fere o Homem-Aranha. O Homem-Aranha dá a Miles um pendrive projetado para desativar o colisor, avisando-o de que a máquina pode destruir a cidade caso seja reativada. Após assistir horrorizado enquanto o Rei do Crime mata o Homem-Aranha, Miles foge com o Gatuno em sua perseguição, no entanto ele perde seu rastro. Enquanto a cidade lamenta a morte do Homem-Aranha, Miles tenta honrar seu legado e se tornar o novo Homem-Aranha. Ao experimentar suas novas habilidades, ele inadvertidamente danifica o pendrive. No túmulo do Homem-Aranha, Miles conhece Peter B. Parker, uma versão mais velha e desgastada do Homem-Aranha de outra dimensão. Ao conhecê-lo, Miles descobre sua habilidade de emitir rajadas bioelétricas chamadas de "explosões de veneno".
Peter relutantemente concorda em treinar Miles em troca de ajuda para roubar dados e criar um novo pendrive. Eles se infiltram nas instalações de pesquisa do Rei do Crime e Miles descobre que tem o poder de ficar invisível. Eles são confrontados pela cientista louca Olivia Octavius, que descobre que Peter morrerá de degeneração celular se permanecer em sua dimensão. Miles e Peter são perseguidos no laboratório e na floresta circundante pela Octavius e são salvos por Gwen Stacy, uma Mulher-Aranha de outra dimensão. Eles então visitam a tia do falecido Homem-Aranha, May Parker, que está protegendo mais pessoas-Aranha de outras dimensões — Homem-Aranha Noir, Peni Parker e o Porco-Aranha — que também estão se deteriorando. Miles se voluntaria para desativar o colisor para que os outros possam voltar para casa, mas após questioná-lo e testá-lo, eles dizem que ele não possui experiência para a tarefa.
Chateado, Miles vai até a casa de Aaron e descobre que seu tio é o Gatuno. Miles volta para a casa de May, onde Peni já conseguira fazer um novo pen drive. Ele é seguido pelo Rei do Crime, Gatuno, Octavius, Escorpião e Lápide. Na briga que se seguiu, Miles revela sua identidade para Aaron no momento em que o próprio o deixa encurralado. Não querendo matar seu próprio sobrinho, Aaron poupa Miles, mas é baleado pelo Rei do Crime em retaliação. Miles foge com Aaron, que diz a ele para continuar antes de morrer. Jefferson chega ao local e Miles escapa, levando Jefferson a confundir o Homem-Aranha com o assassino de Aaron. Os heróis se reagrupam com Miles devastado em seu dormitório. Peter prende Miles para garantir sua segurança e sai com os outros, decidindo se sacrificar ficando para trás e desativando o colisor.
Jefferson chega na porta do dormitório de Miles e, presumindo que Miles não estava disposto a falar com ele, pede desculpas por seus erros e inspira Miles. Miles então consegue controlar seus poderes, escapa da sua prisão e cria seu próprio traje de Homem-Aranha com a ajuda de May. Ele se junta aos heróis, derrotando os capangas do Rei do Crime e usando o novo pendrive para mandá-los para casa. O Rei do Crime luta contra Miles, atraindo a atenção de Jefferson, que percebe que o Homem-Aranha não é a ameaça que ele pensava. Jefferson encoraja Miles, que subjuga o Rei do Crime com sua explosão de veneno e o empurra diretamente no botão do colisor, fazendo com que o próprio exploda e salve a cidade. Tanto o Rei do Crime quanto os seus capangas são presos por seus crimes e Jefferson reconhece o novo Homem-Aranha como um herói. Ele também recebe evidências do envolvimento do Rei do Crime nos assassinatos de Peter e Aaron.
Miles assume as responsabilidades de sua nova vida, enquanto os heróis voltam para suas vidas em suas próprias dimensões. Mais tarde, Gwen encontra uma maneira de entrar em contato com Miles de sua própria dimensão. Em outra dimensão, Miguel O'Hara, também conhecido como Homem-Aranha 2099, viaja para a Terra-67 e discute com o Homem-Aranha local.

## Elenco
- Shameik Moore como Miles Morales / Homem-Aranha II (Terra-1610): Um adolescente inteligente mas rebelde de ascendência afro-americana e porto-riquenha, que é imbuído de habilidades parecidas com aranhas após ser mordido por uma aranha mutante e eventualmente assume o manto de um vigilante mascarado chamado "Homem-Aranha".
- Jake Johnson como Peter B. Parker / Homem-Aranha (Terra-616): Mentor relutante de Miles, uma contraparte desgrenhada, cansada e de cabelos castanhos do herói de outra dimensão, que está em seus quase 40 anos.
- Hailee Steinfeld como Gwen Stacy / Mulher-Aranha (Terra-65): Uma contraparte deslocada em dimensão de Gwen Stacy com habilidades de aranha, que ocupa o pseudônimo de "Gwanda" na escola de Miles.
- Mahershala Ali como Aaron Davis / Gatuno: O tio de Miles, que trabalha como vigilante de Wilson Fisk.
- Brian Tyree Henry como Jefferson Davis: O pai de Miles, um policial, que inicialmente vê o Homem-Aranha como uma ameaça.
- Lily Tomlin como May Parker: A tia de Peter, que está morta no universo do Peter alternativo, e oferece refúgio para os outros aranhas no universo de Miles.
- Luna Lauren Velez como Rio Morales: A mãe de Miles, enfermeira.
- Zoë Kravitz como Mary Jane Watson: A esposa de Peter Parker no universo de Miles e a ex-mulher do Peter alternativo em seu universo.
- John Mulaney como Peter Porker / Porco-Aranha (Terra-8311): Uma versão animal divertida alternativa do Homem-Aranha de um universo antropomórfico, que já foi uma aranha, mordido por um porco radioativo. Seu comportamento lembra muito Gaguinho o Porquinho de Looney Toones.
- Kimiko Glenn como Peni Parker / SP//dr (Terra-14512): Uma jovem nipo-americana de um universo alternativo de anime que co-pilota um traje biomecânico com uma aranha radioativa com a qual ela compartilha uma ligação telepática.
- Nicolas Cage como Peter B. Parker / Homem-Aranha (Noir) ou Homem-Aranha 1933 (Terra-90214): Uma versão alternativa sombria e monocromática de Peter Parker de um universo dos anos 30.
- Kathryn Hahn como Olivia "Liv" Octavius / Doutora Octopus: Cientista-chefe e CEO da Alchemax e consultora científica de Wilson Fisk. É uma variante de sexo feminino do Doutor Octopus.
- Liev Schreiber como Wilson Fisk / Rei do Crime: Um senhor do crime e o benfeitor da Alchemax na dimensão de Miles.
- Chris Pine como Peter Parker / Homem-Aranha I (Terra-1610): O Homem-Aranha original que foi morto pelo Rei do Crime.
- Lake Bell como Vanessa Fisk: Esposa do Wilson Fisk, o Rei do Crime.
- Jorma Taccone como:
  - Norman Osborn / Duende Verde
  - Peter Parker / Homem-Aranha 1967 (Terra-67)
- Marvin "Krondon" Jones III como Lonnie Thompson Lincoln/Lápide
- Joaquín Cosío como Escorpião
- Oscar Isaac como Miguel O'Hara / Homem-Aranha 2099 (Terra-928)
- Stan Lee como Stan e J. Jonah Jameson
- Cliff Robertson (arquivo de áudio) como Ben Parker
- Post Malone como um espectador do Brooklyn
- Donald Glover como Troy Barnes (cenário de fundo apenas)

## Trilha Sonora
Daniel Pemberton foi anunciado como o compositor da trilha sonora em julho de 2018. Em outubro, Post Malone revelou no programa The Tonight Show Starring Jimmy Fallon que escreveu uma canção para o filme, chamada "Sunflower", que a Billboard descreveu como "uma balada rítmica e devaneadora". Swae Lee é um dos artistas que participaram da canção, que foi lançada em 18 de outubro. Um álbum completo de trilha-sonora foi lançado pela Republic Records em 14 de dezembro e foi concebida para representar o tipo de música que um adolescente como Morales gostaria de ouvir.

## Recepção

### Bilheteria
Spider-Man: Into the Spider-Verse arrecadou US $ 190,2 milhões nos Estados Unidos e Canadá e US $ 185,3 milhões em outros territórios, totalizando um total mundial de US $ 375,5 milhões, contra um orçamento de produção de US $ 90 milhões. Em 31 de janeiro de 2019, o filme superou Hotel Transylvania 2 e se tornou o filme de maior bilheteria da Sony Pictures Animation no mercado interno, sem ajuste de inflação.
Nos Estados Unidos e no Canadá, Into the Spider-Verse foi lançado no mesmo fim de semana que Mortal Engines e The Mule, e foi projetado para arrecadar entre US $ 30 e 35 milhões entre 3.813 cinemas no fim de semana de estreia. Ele faturou US $ 12,6 milhões em seu primeiro dia, incluindo US $ 3,5 milhões nas estréias de quinta-feira à noite, e estreou para US $ 35,4 milhões, terminando primeiro nas bilheterias e marcando a melhor estréia de dezembro para um filme de animação de todos os tempos.
O filme faturou US $ 16,7 milhões em seu segundo final de semana, terminando em quarto lugar, atrás dos novatos Aquaman, Bumblebee e Mary Poppins Returns US $ 18,3 milhões no terceiro fim de semana, terminando em quarto novamente.  Em seu quinto fim de semana, o filme faturou US $ 13 milhões, terminando em quarto pela terceira semana consecutiva. Nos dias 1 a 3 de março, no fim de semana seguinte à sua vitória de Melhor Filme de animação no Oscar ,o filme foi adicionado a 1.661 cinemas (num total de 2.104) e faturou US $ 2,1 milhões, marcando um aumento de 138% na semana anterior.

### Resposta crítica
No Rotten Tomatoes, o filme tem uma classificação de aprovação de 97%, com base em 377 críticas, com uma classificação média de 8,77 / 10. O consenso crítico do site diz: " Spider-Man: Into the Spider-Verse combina narrativa ousada com animação impressionante para uma aventura puramente agradável com coração, humor e muita ação de super-herói". No Metacritic ,o filme tem uma pontuação média ponderada de 87 em 100, com base em 50 críticos, indicando "aclamação universal".

## Prêmios e indicações
Spider-Man: Into the Spider-Verse venceu o Globo de Ouro de 2019 como Melhor Filme de Animação, foi indicado para a mesma categoria no 24º Critics' Choice Movie Awards, recebendo vários prêmios e indicações.
No dia 24 de Fevereiro de 2019, ganhou o Óscar na categoria de Melhor Filme de Animação.
| Prêmio                                        | Data da cerimônia       | Categoria                                                    | Receptor(es) e Indicado(s) | Resultado | Ref.   |
| --------------------------------------------- | ----------------------- | ------------------------------------------------------------ | --- | --------- | ------ |
| Óscar                                         | 24 de fevereiro de 2019 | Melhor Filme de Animação                                     | Spider-Man: Into the Spider-Verse | Venceu    | [ 25 ] |
| African America Film Critics Association      | 11 de dezembro de 2018  | Melhor Filme de Animação                                     | Spider-Man: Into the Spider-Verse | Venceu    | [ 26 ] |
| Alliance of Women Film Journalists            | 10 de janeiro de 2019   | Melhor Filme de Animação                                     | Bob Persichetti, Peter Ramsey e Rodney Rothman | Venceu    | [ 27 ] |
| Alliance of Women Film Journalists            | 10 de janeiro de 2019   | Melhor Personagem Feminina de Animação                       | Hailee Steinfeld como Gwen Stacy/Spider-Gwen | Indicado  | [ 27 ] |
| American Cinema Editors                       | 1 de fevereiro de 2019  | Melhor Filme de Animação                                     | Robert Fisher, Jr. | Venceu    | [ 28 ] |
| Annie Awards                                  | 2 de fevereiro de 2019  | Melhor longa-metragem de animação                            | Avi Arad, Amy Pascal, Phil Lord, Christopher Miller e Christina Steinberg | Venceu    | [ 29 ] |
| Annie Awards                                  | 2 de fevereiro de 2019  | Melhor design de produção em um longa-metragem de animação   | David Han | Venceu    | [ 29 ] |
| Annie Awards                                  | 2 de fevereiro de 2019  | Melhor design de personagem em um longa-metragem de animação | Shiyoon Kim | Venceu    | [ 29 ] |
| Annie Awards                                  | 2 de fevereiro de 2019  | Melhor direção de um longa-metragem de animação              | Bob Persichetti, Peter Ramsey e Rodney Rothman | Venceu    | [ 29 ] |
| Annie Awards                                  | 2 de fevereiro de 2019  | Melhor design de produção em um longa-metragem de animação   | Justin K. Thompson | Venceu    | [ 29 ] |
| Annie Awards                                  | 2 de fevereiro de 2019  | Melhor roteiro em um longa-metragem de animação              | Phil Lord e Rodney Rothman | Venceu    | [ 29 ] |
| Annie Awards                                  | 2 de fevereiro de 2019  | Melhor edição em um longa-metragem de animação               | Bob Fisher, Andrew Leviton e Vivek Sharma | Venceu    | [ 29 ] |
| Art Directors Guild Awards                    | 2 de fevereiro de 2019  | Melhor Design de Produção para Filme de Animação             | Justin K. Thompson | Pendente  | [ 30 ] |
| British Academy Film Awards                   | 10 de fevereiro de 2019 | Melhor Filme de Animação                                     | Bob Persichetti, Peter Ramsey, Rodney Rothman e Phil Lord | Venceu    | [ 31 ] |
| Black Reel Awards                             | 2 de fevereiro de 2019  | Outstanding Voice Performance                                | Mahershala Ali | Pendente  | [ 32 ] |
| Black Reel Awards                             | 2 de fevereiro de 2019  | Outstanding Voice Performance                                | Shameik Moore | Pendente  | [ 32 ] |
| Black Reel Awards                             | 2 de fevereiro de 2019  | Outstanding Voice Performance                                | Brian Tyree Henry | Pendente  | [ 32 ] |
| Chicago Film Critics Association Awards       | 7 de dezembro de 2018   | Melhor Filme de Animação                                     | Bob Persichetti, Peter Ramsey e Rodney Rothman | Venceu    | [ 33 ] |
| Cinema Audio Society Awards                   | 16 de fevereiro de 2019 | Melhor Filme de Animação                                     | Brian Smith, Aaron Hasson, Howard London, Michael Semanick, Tony Lamberti, Sam Okell e Randy K. Singer                                                                             | Pendente  | [ 34 ] |
| Critics' Choice Movie Awards                  | 11 de janeiro de 2019   | Melhor Filme de Animação                                     | Bob Persichetti, Peter Ramsey and Rodney Rothman | Venceu    | [ 35 ] |
| Golden Globe Awards                           | 6 de janeiro de 2019    | Melhor Filme de Animação                                     | Bob Persichetti, Peter Ramsey, Rodney Rothman, Phil Lord, Christopher Miller, Amy Pascal                                                                                           | Venceu    | [ 24 ] |
| Golden Hero Awards                            | 7 de fevereiro de 2019  | Melhor Filme                                                 | style="text-align:center;background: #ffdddd;vertical-align: middle;" class="table-no2"\| Indicado                                                                                 |           |        |
| Golden Hero Awards                            | 7 de fevereiro de 2019  | Melhor Ator Coadjuvante                                      | Jake Johnson | Indicado  |        |
| Golden Hero Awards                            | 7 de fevereiro de 2019  | Melhor Elenco                                                | Shameik Moore, Jake Johnson, Hailee Steinfeld, Nicolas Cage, John Mulaney, Mahershala Ali, Kimiko Glenn, Bryan Tiree Henry, Lily Tomlin, Zoë Kravitz, Kathryn Hanm e Liev Shreiber | Indicado  |        |
| Golden Hero Awards                            | 7 de fevereiro de 2019  | Melhor Filme de Animação                                     | Bob Persichetti, Rodney Rothman e Peter Ramsey | Venceu    |        |
| Golden Hero Awards                            | 7 de fevereiro de 2019  | Melhor Roteiro                                               | Phil Lord e Rodney Rothman | Indicado  |        |
| Golden Hero Awards                            | 7 de fevereiro de 2019  | Melhor Canção Original                                       | "Sunflower" - Post Malone e Swae Lee | Indicado  |        |
| Golden Hero Awards                            | 7 de fevereiro de 2019  | Melhor Montagem                                              | Bob Fisher, Andrew Leviton e Vivek Sharma | Indicado  |        |
| Houston Film Critics Society                  | 17 de dezembro de 2018  | Melhor Filme de Animação                                     | Spider-Man: Into the Spider-Verse | Venceu    |        |
| Los Angeles Film Critics Association          | 9 de dezembro de 2018   | Melhor Filme de Animação                                     | Spider-Man: Into the Spider-Verse | Venceu    | [ 36 ] |
| New York Film Critics Circle Awards           | 29 de novembro de 2018  | Melhor Filme de Animação                                     | Spider-Man: Into the Spider-Verse | Venceu    | [ 37 ] |
| Producers Guild of America Awards             | 19 de janeiro de 2019   | Melhor Produção de Filme de Animação para os Cinemas         | Avi Arad, Phil Lord, Christopher Miller, Amy Pascal e Christina Steinberg | Pendente  | [ 38 ] |
| San Diego Film Critics Society                | 10 de dezembro de 2018  | Melhor Filme de Animação                                     | Spider-Man: Into the Spider-Verse | 2º lugar  | [ 39 ] |
| San Francisco Film Critics Circle             | 9 de dezembro de 2018   | Melhor Filme de Animação                                     | Spider-Man: Into the Spider-Verse | Venceu    |        |
| Seattle Film Critics Society                  | 17 de dezembro de 2018  | Melhor Filme de Animação                                     | Spider-Man: Into the Spider-Verse | Venceu    |        |
| St. Louis Gateway Film Critics Association    | 16 de dezembro de 2018  | Melhor Filme de Animação                                     | Spider-Man: Into the Spider-Verse | Venceu    | [ 40 ] |
| Washington D.C. Area Film Critics Association | 3 de dezembro de 2018   | Melhor Filme de Animação                                     | Bob Persichetti, Peter Ramsey e Rodney Rothman | Indicado  | [ 41 ] |
| Washington D.C. Area Film Critics Association | 3 de dezembro de 2018   | Melhor Performance de Dublagem                               | Shameik Moore | Indicado  | [ 41 ] |

## Futuro

### Sequência
Em agosto de 2018, os diretores ainda estavam focados em concluir o filme, mas reconheceram que a introdução do Spider-Verso no filme poderia criar o potencial de muitas histórias diferentes serem contadas, dependendo do sucesso do filme. Até o final de novembro, a Sony havia lançado uma sequência e um spin-off do filme devido ao "hype incrível" que o cercava. Joaquim Dos Santos e David Callaham devem dirigir e escrever a sequência, que continuará a história de Miles Morales. Além de Lord e Miller retornar em alguma capacidade, a sequência contará com Takuya Yamashiro, o personagem principal da série japonesa do Homem-Aranha. O filme entrou em produção em junho de 2020.
De acordo com vários os produtores a sequência "terá técnicas artísticas inovadoras". A Sony anunciou que a sequência seria lançada em 8 de abril de 2020, mas a data de lançamento foi adiada mais tarde para 7 de outubro devido à pandemia de COVID-19, sendo novamente adiado para junho de 2023.

### Spin-off
Spider-Women, um filme spin-off focado em três gerações de personagens femininas relacionadas a Spider, incluirá a Gwen-Aranha e apresentará Jessica Drew / Spider-Woman e Cindy Moon / Silk. O filme tem Lauren Montgomery e Bek Smith assinados como diretor e roteirista, respectivamente.
John Mulaney também expressou interesse em um possível spin-off estrelado por Spider-Ham, sugerindo sua trama como uma " história semelhante a Watergate ", seguindo as linhas de The Post ou All the President's Men, enquanto se concentra na carreira de seu personagem como repórter.

### Série de televisão
Após o lançamento de Into the Spider-Verse , o estúdio discutiu a possibilidade de séries de televisão com os personagens. Lord e Miller manifestaram interesse em assistir a uma série de curtas estrelados por Spider-Ham, enquanto a Sony anunciava estar desenvolvendo séries de TV spin-off animadas, com foco em vários personagens.
Em abril de 2019, Lord e Miller assinaram um contrato de cinco anos com a Sony Pictures Television para criar séries de televisão da Marvel animadas ao lado da Sony Pictures Animation, incluindo uma possível série de TV baseada em Into the Spider-Verse.